# Погорелов, Алексей Васильевич
Алексе́й Васи́льевич Погоре́лов (3 марта 1919 — 17 декабря 2002) — советский математик. Специалист в области выпуклой и дифференциальной геометрии, теории дифференциальных уравнений и теории оболочек. Академик АН СССР / РАН. Лауреат Ленинской премии.
Автор школьного учебника по геометрии и университетских учебников по аналитической геометрии, дифференциальной геометрии, основаниям геометрии. Бессменный редактор «Украинского геометрического сборника».

## Биография
Родился 3 марта 1919 года в Короче (ныне Белгородская область) в крестьянской семье. В связи с коллективизацией в 1931 году родители А. В. Погорелова вынуждены были бежать из деревни в Харьков, где отец устроился работать на строительстве Харьковского тракторного завода. Будучи школьником, А. В. Погорелов стал победителем математической олимпиады, которую проводил Харьковский университет. Окончив среднюю школу, в том же 1937 году поступил на математическое отделение физико-математического факультета Харьковского государственного университета, был лучшим студентом отделения.
В 1941 году был направлен учиться на 11-месячные курсы в военно-воздушную инженерную академию имени Н. Н. Жуковского. После победы под Москвой обучение продолжили на полный срок. А во время учёбы периодически на несколько месяцев посылали на фронт в качестве техников по обслуживанию самолётов. После окончания академии был направлен на работу инженером-конструктором в ЦАГИ им. Н. Е. Жуковского. Желание завершить университетское образование и серьёзно заняться геометрией привела А. В. Погорелова в МГУ. По рекомендации декана мехмата И. Г. Петровского и известного геометра В. Ф. Кагана Алексей Васильевич познакомился с А. Д. Александровым — основателем теории нерегулярных выпуклых поверхностей. В этой теории возникло много новых задач. Одну из них Александр Данилович поставил А. В. Погорелову. За год она была решена и А. В. Погорелов поступил в заочную аспирантуру механико-математического факультета МГУ к Н. В. Ефимову по тематике А. Д. Александрова. После защиты кандидатской диссертации в 1947 году был демобилизован и переехал в Харьков, где работал в НИИ математики и механики при ХГУ и на кафедре геометрии. В 1948 году защитил докторскую диссертацию, в 1951 год был избран член-корреспондентом АН Украины, в 1960 году избран член-корреспондентом АН СССР по отделению физико-математических наук. С 1961 года — академик АН УССР, с 1976 года — академик АН СССР по отделению математики. С 1950 года по 1960 год — заведующий кафедрой геометрии ХГУ. С 1960 года по 2000 год заведовал отделом геометрии Физико-технического института низких температур АН УССР.
С 2000 года жил в Москве, работал в МИАН имени В. А. Стеклова.
Скончался 17 декабря 2002 года. Похоронен в Москве на Николо-Архангельском кладбище.

20 ноября 2015 года на сессии Харьковского городского совета в ходе переименования многих улиц и других объектов города Краснозвёздная улица была переименована в честь академика Погорелова.
В 2007 году НАН Украины учредила премию имени А. В. Погорелова за научные работы в области геометрии и топологии.
В честь А. В. Погорелова назван астероид (19919) Погорелов

### Награды
- Сталинская премия второй степени (1950) — за работы по теории выпуклых поверхностей, изложенные в статье «Однозначная определённость выпуклых поверхностей» и в серии статей, опубликованных в журнале «Доклады Академии наук СССР» (1948—1949)
- Ленинская премия (1962) — за исследования по геометрии «в целом»
- премия имени Н. И. Лобачевского (1959) — за работу «Некоторые вопросы геометрии в целом в римановом пространстве»
- премия имени Н. М. Крылова АН УССР (1988)
- государственная премия УССР (1973)
- премия НАН Украины им. Н. Н. Боголюбова (1998)
- Государственная премия Украины (2005)[6]
- два ордена Ленина
- орден Трудового Красного Знамени
- орден Отечественной войны II степени (6.4.1985)
- орден «За заслуги» ІІІ степени (1999)[6]

## Научные интересы
К началу XX века были развиты методы для решения локальных задач, относящихся к регулярным поверхностям.
К 1930-м годам были развиты методы для решения задач геометрии в целом.
Эти методы относились в основном к теории уравнений с частными производными.
Математики были бессильны, когда поверхности были нерегулярны (имели конические точки, ребристые точки) и когда внутренняя геометрия задавалась не регулярной положительно определённой квадратичной формой, а была просто метрическим пространством довольно общего вида.
Прорыв в исследовании нерегулярных метрик и нерегулярных поверхностей совершил выдающийся геометр А. Д. Александров.
Он построил теорию метрических пространств неотрицательной кривизны по Александрову (как частный случай сюда входила и внутренняя геометрия общих выпуклых поверхностей, которые определяются как область на границе произвольного выпуклого тела).
А. Д. Александров начал изучать связи между внутренней и внешней геометрией нерегулярных выпуклых поверхностей.
Им было доказано, что любая метрика неотрицательной кривизны, заданная на двумерной сфере (в том числе и нерегулярная метрика, заданная как метрическое пространство с внутренней метрикой), изометрически погружается в трёхмерное евклидово пространство в виде замкнутой выпуклой поверхности.
Но были неизвестными ответы на следующие принципиальные вопросы:
1. будет ли погружение единственным с точностью до движения?
2. если метрика заданная на сфере есть регулярная метрика положительной гауссовой кривизны, то будет ли выпуклая поверхность, на которой реализуется эта метрика, регулярной?
3. Г. Минковский доказал теорему о существовании замкнутой выпуклой гиперповерхности, у которой гауссова кривизна задана как функция нормали, при естественном условии на эту функцию. Но была открытой проблема: если функция регулярна на сфере, то будет ли регулярной сама поверхность?

После решения этих проблем теория, созданная А. Д. Александровым, получила бы полное гражданство в математике и её можно было бы применять и в классическом регулярном случае.
И на все эти 3 вопроса был дан положительный ответ А. В. Погореловым.
Он использует синтетические геометрические методы, развил геометрические методы для получения априорных оценок для решений уравнений Монжа — Ампера.
С одной стороны он использует эти уравнения для решения геометрических задач, с другой стороны он строит, исходя из геометрических соображений, обобщённое решение уравнения Монжа — Ампера, а потом доказывает их регулярность при регулярной правой части. Фактически в этих пионерских работах А. В. Погорелова был заложен фундамент геометрического анализа.
На этом пути он получил следующие фундаментальные результаты:
1. Пусть F1 и F2 есть две замкнутые выпуклые изометрические поверхности в трёхмерном евклидовом пространстве или сферическом пространстве. Тогда поверхности совпадают с точностью до движения в пространстве.
2. Замкнутая выпуклая поверхность в пространстве постоянной кривизны жёсткая вне плоских областей на поверхности.

Это значит, что она допускает только тривиальные бесконечно малые изгибания.
1. Если метрика выпуклой поверхности регулярна класса Сk, k ≥ 2 в пространстве постоянной кривизны c и гауссова кривизна поверхности К > c, то поверхность регулярна класса Сk−1,α.

Для областей на выпуклых поверхностях утверждения 1), 2) неверны. Локальные и глобальные свойства поверхностей существенно отличаются. Доказательством утверждения 1) А. В. Погорелов завершил решение проблемы, которая стояла открытой более столетия.
Первый результат в этом направлении был получен Коши для замкнутых выпуклых многогранников в 1813 году.
Напомним, что две поверхности называются изометричными, если существует отображение одной поверхности на другую, при котором длины кривых, соответствующих при отображении, равны.
Доказанные А. В. Погореловым теоремы легли в основу созданной им нелинейной теории тонких оболочек.
В этой теории рассматриваются такие упругие состояния оболочки, которые различаются весьма значительными изменениями первоначальной формы.
При таких деформациях срединная поверхность тонкой оболочки подвергается изгибанию с сохранением метрики.
Это и даёт возможность исследовать потери устойчивости и закритическое упругое состояние выпуклых оболочек под действием данной нагрузки, используя теоремы, доказанные А. В. Погореловым, для выпуклых поверхностей.
Такие оболочки являются наиболее распространёнными элементами современных конструкций.
Результаты 1), 2) были обобщены А. В. Погореловым для регулярных поверхностей в римановом пространстве. Кроме того, была решена проблема Вейля для риманова пространства: было доказано, что регулярная метрика гауссовой кривизны больше константы на двумерной сфере изометрично погружается в полное трёхмерное риманово пространство кривизны меньше константы в виде регулярной поверхности.
Изучая методы доказательства этой работы, Михаил Леонидович Громов ввёл псевдоголоморфные кривые, которые являются основным инструментом в симплектической геометрии.
Замкнутая выпуклая гиперповерхность однозначно задаётся не только метрикой, а и гауссовой кривизной, как функцией нормали.
При этом гиперповерхность однозначно определяется с точностью до параллельного переноса.
Это было доказано Г. Минковским. А будет ли гиперповерхность регулярной при условии, что гауссова кривизна K(n) есть регулярной функцией нормали.
А. В. Погореловым доказано, что если положительная функция K(n) принадлежит классу Сk, k ≥ 3, то опорная функция будет регулярной класса Сk+1,v, 0 < v < 1.
Самая тяжёлая часть доказательства теоремы была в получении априорных оценок для производных опорной функции гиперповерхности до третьего порядка включительно. Метод Погорелова получения априорных оценок был использован Яу для получения априорных оценок решений комплексного уравнения Монжа — Ампера.
Это было главным этапом в доказательстве существования многообразий Калаби — Яу, которые играют существенную роль в теоретической физике.
Уравнение Монжа — Ампера имеет вид
{\displaystyle \det(z_{ij})=f(x_{1},\dots ,x_{n},z,z_{1},\dots ,z_{n}).}
Априорные оценки в проблеме Минковского являются априорными для решения уравнения Монжа — Ампера с функцией
{\displaystyle f={\frac {1}{K(1+x_{1}^{2}+\cdots +x_{n}^{2})^{{\frac {n}{2}}+1}}}.}
В то время не было подхода к изучению этого полностью нелинейного уравнения. А. В. Погорелов создал теорию уравнения Монжа — Ампера геометрическими методами.
Сначала он, идя от многогранников, доказал существования обобщённых решений при естественных условиях на правую часть. Потом для регулярных решений нашёл априорные оценки на производные включительно до третьего порядка.
Используя априорные оценки, доказал регулярность строго выпуклых решений, доказал существование решений задачи Дирихле и её регулярность.
Уравнение Монжа — Ампера является существенной составляющей транспортной задачи Монжа — Канторовича, используется в конформной, аффинной, кэлеровой геометриях, в метеорологии и финансовой математике.
Как-то Погорелов сказал об уравнении Монжа — Ампера:
это — великое уравнение, которым я имел честь заниматься.
Одна из самых концептуальных работ Алексея Васильевича относится к циклу работ по гладким поверхностям ограниченной внешней кривизны.
А. Д. Александров создал теорию общих метрических пространств, естественно обобщающих римановы многообразия.
В частности, он ввёл класс двумерных многообразий ограниченной кривизны.
Они исчерпывают собой класс всех метризованных двумерных многообразий, которые в окрестности каждой точки допускают равномерное приближение римановыми метриками, у которых абсолютные интегральные кривизны (интеграл от модуля гауссовой кривизны) ограничены в совокупности.
Естественно, возник вопрос о классе поверхностей в трёхмерном евклидовом пространстве, несущих такую метрику с сохранением связей метрики и внешней геометрии поверхности.
Частично отвечая на этот вопрос, А. В. Погорелов ввёл класс С1-гладких поверхностей с требованием ограниченности площади сферического изображения с учётом кратности покрытия в некоторой окрестности каждой точки поверхности.
Такие поверхности называются поверхностями ограниченной кривизны.
Для таких поверхностей есть также очень тесная связь между внутренней геометрией поверхности и её внешней формой: полная поверхность с ограниченной внешней кривизной и неотрицательной внутренней кривизной (не равной нулю) есть либо замкнутая выпуклая поверхность, либо бесконечная выпуклая поверхность; полная поверхность с нулевой внутренней кривизной и ограниченной внешней кривизной является цилиндром.
Первая работа А. В. Погорелова по поверхностям ограниченной внешней кривизны была опубликована в 1953 году.
Но в 1954 г. Дж. Нэшем была опубликована работа о С1-изометричных погружениях, которая была улучшена Н. Кейпером в 1955 г.
Из этих работ следовало, что риманова метрика, заданная на двумерном многообразии, при весьма общих предположениях, допускает реализацию на гладкой класса С1 поверхности трёхмерного евклидова пространства. Более того, эта реализация осуществляется так же свободно, как топологическое погружение в пространство многообразия, на котором задана метрика.
Отсюда ясно, что для поверхностей класса С1, даже с хорошей внутренней метрикой, сохранить связи между внутренней и внешней кривизной невозможно.
Даже если поверхность класса С1 несёт регулярную метрику положительной гауссовой кривизны, то отсюда не следует локальная выпуклость поверхности.
Всё это подчёркивает естественность класса поверхностей ограниченной внешней кривизны, введённого А. В. Погореловым.
А. В. Погореловым была решена IV проблема Гильберта, поставленная им в 1900 году на II Международном конгрессе математиков в Париже.
Он нашёл всё с точностью до изоморфизма реализации систем аксиом классических геометрий (Евклида, Лобачевского и эллиптической), если в них опустить аксиомы конгруэнтности, содержащие понятие угла, и пополнить эти системы аксиомой «неравенство треугольника».
Кроме того, А. В. Погорелов одним из первых предложил в 1970 году идею конструкции криотурбогенераторов с сверхпроводящей обмоткой возбуждения и принял активное участие в расчётах и технических разработках соответствующих промышленных образцов.

## Избранная библиография
- Погорелов А. В. Изгибание выпуклых поверхностей. — М.-Л.: ГИТТЛ, 1951.
- Погорелов А. В. Внешняя геометрия выпуклых поверхностей. — М.: Наука, 1969. — 760 с.
  - английский перевод: Extrinsic geometry of convex surfaces. — AMS, 1973.
- Погорелов А. В. Многомерная проблема Минковского. — М.: Наука, 1975.
- Погорелов А. В. Четвёртая проблема Гильберта. — М.: Наука, 1974, 78 с.
- Погорелов А. В. Многомерное уравнение Монжа-Ампера.
- Погорелов А. В. Избранные труды.

1. Том 1. Геометрия в целом.- Киев: Наукова думка, 2008, 419 с.
2. Том 2. Основания геометрии, механика, физика. — Киев: Наукова думка, 2008, 398 с.

- Die eindentige Bestimmung allgemeiner konvexer Flachen. — Berlin: Akad. Verl., 1956. — 79 s.
- Die Verbiegung konvexer Flachen. — Berlin: Verl., 1957. — 135 s.
- Einige Untersuchungen zur Riemannschen Geometrie «im Grossen» — Berlin: VEB Deutsch. Verl. Wiss., 1960. — 71s.
- Topics in the theory of surfaces in elliptic space — New York: Gordon and Breach, 1961. — 130 p.
- Monge — Ampere equations of elliptic type. — Groningen: P. Noordhoff, 1964. — 114 p.
- Some results on surface theory in the large. — Advances math. — 1964. — 1, № 2. — P. 191—264.
- Extrinsic geometry of convex surfaces. — Providence, R. I.: AMS, 1973. — 665 p.
- The Minkowski multidimensional problem. — Washington: Scripta, 1978. — 106 p.
- Hilbert’s fourth problem. — Washington: Scripta, 1979. — 97 p.
- Bending of surfaces and stability of shells. — Providence, R. I., AMS, 1989. — 77 p.
- Multidimensional Monge-Ampere equation / Harwood Academic Publishers // Rev. in Math. and Math. Phys. — 1995. — 10. — 103 p.
- Cambridge Scientific Publishers // Rev. in Math. and Math. Phys., 2009. — 110 p.
- Busemann regular G-spaces. Harwood Academic Publishers // Rev. in Math. and Math. Phys. — 1998. — 10. — Part 4. — 102 p.
- Differential geometry. — Groningen: P. Noordhoff, 1957. — 172 p.: 2-nd ed. 1967.
- Lectures on foundations of geometry. — Groningen: P. Noordhoff, 1966. — 137 p.
- Geometry (manual for higher school). Mir Publishers, Moscow, 1987. — 312 с.
- A. V. Pogorelov «Analytical Geometry». Mir Publishers, Moscow, 1980